# Oczyszczanie kwasów nukleinowych na mikrokolumnach wirówkowych

Mikrokolumna umieszczona w probówce Eppendorfa. Powiększenie przedstawia powierzchnię krzemionki z zaadsorbowanymi cząsteczkami wody (góra) i DNA w formie soli sodowej (dół)

Oczyszczanie kwasów nukleinowych na mikrokolumnach wirówkowych – metoda szybkiej izolacji kwasów nukleinowych z materiału biologicznego z zastosowaniem ekstrakcji do fazy stałej. Podstawą działania tej techniki jest selektywna i odwracalna adsorpcja kwasów nukleinowych na krzemionce stanowiącej wypełnienie kolumny. Kolumny z gotowym wypełnieniem, dopasowane do probówek wirówkowych Eppendorfa są dostępne handlowo.
Etapy procesu:
- Liza komórek – komórki obecne w próbce ulegają rozpadowi, a ich zawartość wylewa się do środowiska reakcji
- Wiązanie do podłoża – do próbki dodaje się roztwór buforowy z dodatkiem etanolu lub izopropanolu. Uzyskany roztwór nanosi się na kolumnę umieszczoną w probówce Eppendorfa i wiruje się tak, aby cała faza ciekła w wyniku działania siły odśrodkowej przesączyła się przez złoże krzemionkowe. W warunkach odpowiedniego stężenia soli oraz pH następuje wiązanie kwasów nukleinowych na krzemionce, natomiast inne substancje opuszczają kolumnę wraz z roztworem.
- Przemywanie – w celu usunięcia pozostałych zanieczyszczeń na kolumnę nanosi się bufor przemywający i ponownie wiruje.
- Elucja – kolumnę przenosi się do czystej probówki, nanosi się bufor wymywający (lub czystą wodę) który powoduje desorpcję kwasów nukleinowych z podłoża, i po raz kolejny wiruje się. W probówce pod kolumną zbiera się roztwór oczyszczanego kwasu nukleinowego.